# Godevaert van Haecht
Godevaert van Haecht (Antwerpen, juli 1546 – Deutz, 1599) was een Zuid-Nederlands  paneelmaker en dagboekschrijver. Zijn Waerachtighe bescrijvinghe van de jaren 1564-1574 getuigt van een lutherse en in toenemende mate anti-Habsburgse visie op het begin van de Geuzenopstand.

## Leven
Hij was een zoon van de schilder Peter van Haecht (1519-1593) en Maria Commers Reiniersdochter. Van april 1570 tot september 1571 verbleef hij in Parijs. Terug in Antwerpen trouwde hij in 1572 met Cornelia Liesaert en werd hij meester in de Sint-Lucasgilde. Hij liet geen geschilderd werk na, maar was voornamelijk een ambachtsman die panelen vervaardigde. Na de Val van Antwerpen bleef hij er nog enige jaren, om uiteindelijk in 1589 toch naar Deutz bij Keulen te emigreren.

## Waerachtighe bescrijvinghe
De jonge Van Haecht was zeer geïnteresseerd in het nieuws van zijn tijd en begon op achttienjarige leeftijd een dagboek, waarin hij ook pamfletten overschreef. Het liep van december 1564 tot eind 1574. Veel van zijn informatie haalde hij uit bezoeken aan de Beurs. Toen dit in 1568 werd verboden, voelde hij dit aan als een schending van burgerrechten. Tijdens zijn verblijf in Parijs zette zijn broer het dagboek verder. Aangezien Van Haecht lutheraan was, kon hij het conflict tussen katholieken en calvinisten met enige afstandelijkheid benaderen. Als man van het volk had hij geen toegang tot bijzondere informatie. Niettemin is zijn werk een waardevolle bron en is het bijvoorbeeld gebruikt om stedelijk ceremonieel te analyseren.

## Uitgave
In zijn uitgave paste Robert Van Roosbroeck de grillige spelling aan. Een correctie op deze onwetenschappelijke werkwijze is aangebracht in het proefschrift van Yvette Stoops:
- G. Van Haecht, De kroniek van Godevaert van Haecht over de troebelen van 1565 tot 1574 te Antwerpen en elders, ed. R. van Roodbroeck. 2 dln., Antwerpen, Uitgaven van het Genootschap voor Antwerpsche Geschiedenis, 1929-1930

## Voetnoten
1. ↑  Margit Thøfner, "The Netherlands" in: Joad Raymond (ed.), The Oxford History of Popular Print Culture, vol. I, Cheap Print in Britain and Ireland to 1660, 2011, p. 199. DOI:10.1093/acprof:osobl/9780199287048.003.0016
2. ↑  Margit Thøfner, A Common Art. Urban Ceremonial in Antwerp and Brussels During and After the Dutch Revolt, 2007. ISBN 9040082952